# Hansel Oy
Pour l’article homonyme, voir Hansel (homonymie).
Hansel Oy est une entreprise publique sans but lucratif fonctionnant comme centrale d'achat du gouvernement finlandais.
Elle est sous le contrôle du Ministère des Finances . 

## Présentation
Les principaux clients de l'entreprise sont les services administratifs du ministère de la Défense, du ministère de l'Éducation et de la Culture, du ministère de l'Intérieur et du ministère des Finances.

## Contrats cadres principaux
| Cadre                                  | Contrats 2015 | Contrats 2014 | Contrats 2013 |
| -------------------------------------- | ------------- | ------------- | ------------- |
| 1. Électricité                         | 76M€          | 81 M€         | 90 M€         |
| 2. Services de santé au travail        | 61M€          | 61 M€         | 65 M€         |
| 3. Conseil informatique                | 47M€          | 40 M€         | 31 M€         |
| 4. Services d'installations de bureaux | 34M€          | 29 M€         | 23 M€         |
| 5. Ordinateurs et périphériques        | 32M€          | 51 M€         | 47 M€         |
| 6. Voitures et formation à la conduite | 31M€          | 26 M€         | 28 M€         |
| 7. Vols réguliers                      | 30M€          | 31 M€         | 32 M€         |
| 8. Licences logicielles                | 29M€          | 29 M€         | 25 M€         |
| 9. Mobilier de bureau                  | 29M€          | 25 M€         | 23 M€         |
| 10. Carburants                         | 27M€          | 30 M€         | 36 M€         |
| Total de tous les accords-cadres       | 697 M€        | 715 M€        | 695 M€        |